# Adolf Papeleu

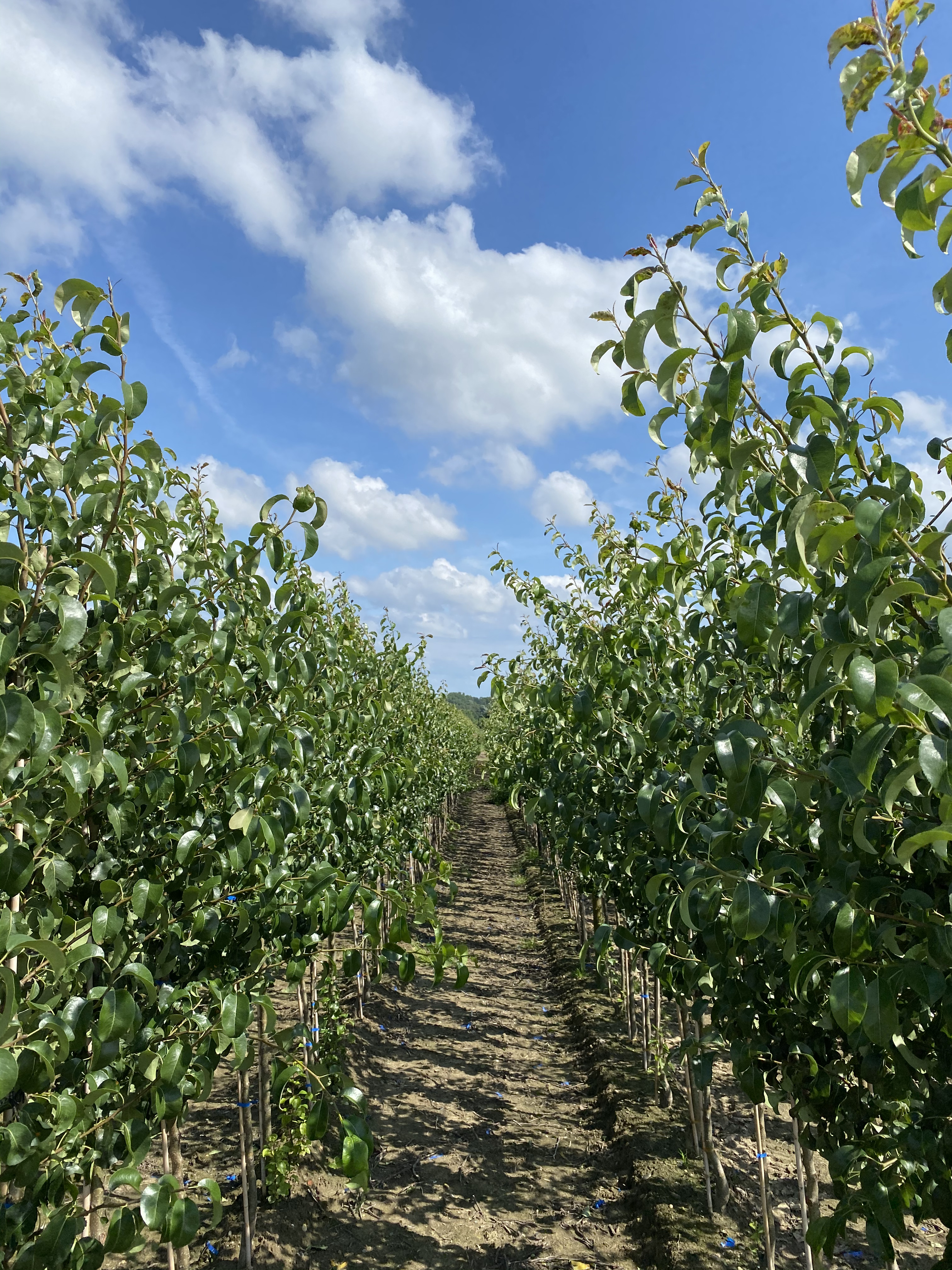
Boskant anno 2021

Adolf Papeleu (Aalst, 7 april 1811 – Ledeberg, 9 augustus 1859), volledige naam Adolphe Francois Hyacinthe Joseph Papeleu, was een Belgisch boomkweker. Hij is bekend als stichter en grondlegger van de Wetterse boomkwekerijen, die tot op heden nog steeds een bloeiende bedrijfstak zijn.

## Biografie

### Familie
Zijn vader was Louis Joseph Papeleu, zijn moeder was Collette Romaine Tack. Hij verloor zijn moeder negen dagen na zijn geboorte. De grootmoeder langs moederzijde Catharine Cornelia Josephine Thienpont zorgde voor Adolf. Hij blijft bij haar tot zijn 11 jaar. Zijn vader geeft hem de liefde en de passie voor planten en hofbouw mee. Zijn vader had een bibliotheek met werken over plantkunde en de geschiedenis van hofbouwkunde. Dit was voor Papeleu een rijke bron aan informatie en materiaal voor zijn studie pomologie. Papeleu verwierf deze studie door zelfstudie.

### Levensloop
Adolf Papeleu was 19 toen hij reisde naar Frankrijk om daar de aanleg en de organisatie van boomkwekerijen te bestuderen en zo zijn plantenkennis volmaakte. Rond 1847 leerde hij Louis Van Houtte kennen. Van Houtte zag in Papeleu een compagnon. Ze huurden een stuk grond van Alexander Verschaffelt voor een termijn van 32 jaar. Papeleu had voor een tijd van 27 jaar een perceel grond gehuurd van Graaf De Bueren van Melle. Deze gronden waren gelegen in Wetteren en waren vrij vochtig en bevatten weinig humus. Papeleus eerste taak bestond er dus in om de percelen vruchtbaar te maken. Belangrijk voor grond is dat het evenwichtig vochtig is, om dit te garanderen werden de grachten rondom de percelen uitgediept. Tussen de grachten werden greppels gegraven, om het overtollige water te laten wegvloeien. Hierna kon men starten met de aanleg. Een tweede zorg was om voldoende arbeidskrachten te vinden. Ook dit lukte. In 2 à 3 jaar tijd had hij de Wetterse hei veranderd in een aanplanting van verschillende soorten bomen en planten. Reeds in 1850 kon Papeleu een rijke keuze van planten aan zijn klanten aanbieden. Zo kwam in de herfst van 1850 en in de lente van 1851 Papeleus eerste plantencatalogus uit. Zijn tweede uitgave volgde snel.

### Overlijden
In de zomer van 1859 werd Papeleu dodelijk ziek. Hij wou absoluut niet dat zijn boomkwekerij verloren zou gaan maar hij had geen nakomelingen en hij was niet gehuwd. Hij trouwde daarom op 7 augustus 1859 met Sofie Dervaes zodat zij de boomkwekerij kon overnemen. Twee dagen later, op 9 augustus 1859 overleed Adolf Papeleu te Ledeberg. De tweede echtgenoot van Sofie, Narcisse Gaujard, nam de boomkwekerij over en werd Papeleus opvolger. De Boomkwekerijen Adolf Papeleu zijn in Wetteren blijven bestaan tot 1874, dit was het einde van zijn huurcontract. Al het materiaal en de planten werden verkocht.

### Herdenking Adolf Papeleu

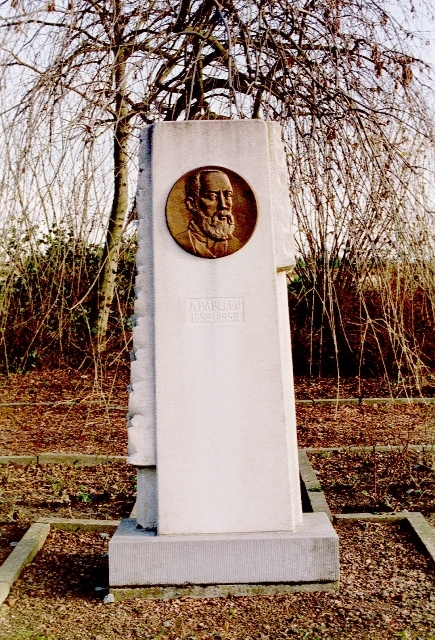
Herdenkingsmonument op de Smetledesteenweg te Wetteren

Het 100-jarig overlijden van Papeleu werd herdacht in 1959. 'Het Papeleujaar 1959' werd ingezet met een kunstavond op 7 april in de feestzaal 'Nova' op de markt in Wetteren. Op 18 mei 1959 werd een gedenkplaat onthuld aan het huis van Adolf Papeleu. Op 29 augustus was er een feest in de Boskant. Er trok een feeststoet door de straten. Er vond ook een officiële ontvangst plaats waarin de oud-werklieden van Adolf Papeleu werden erkend. Bij deze gelegenheid werd de Paelepelstraat omgedoopt tot de Adolf Papeleustraat, waar Papeleu zelf een huis had. Nummer 57a in de Adolf Papeleustraat diende als verblijf voor zijn werklieden. Er werd in datzelfde jaar, in de voorgevel een gedenksteen aangebracht, als aandenken aan Adolf Papeleu.